# Bakumpai
Bakumpai, jedno od dajačkih plemena naseljeno na otoku Borneo u selima duž obala rijeka Kapuas i Barito, Indonezija. Jezočno pripadaju austronerzijskoj porodici a najsrodniji su Ngadju Dajacima.
Bakumpaima je od najvećeg ekonomskog značaja uzgoj riže i povrća, a značajnu ulogu ima i ribolov. Lov na divlje svinje sa psima i kopljima i na manju divljač s puhaljkama, od manjeg je značaja. Većina ih se bavi trgovinom i farmerskim poslovima. Razvijeno im je drvorezbarstvo, gradnja kanua; pletarstvo i košaraštvo (proizvodi koji imaju važno trgovačko značenje); tkalaštvo; obrada željeza; tetoviranja.
Bakumpai su muslimani, tradicionalno animisti, uz vjerovanje u vrhovno božanstvo u gornjem svijetu i božicu podzemlja; te mnoge dobre i zle duhove. 
Pogrebne obrede (funeralije) obavljaju svečenici uz duge napjeve koji će dušu pokojnika odvesti u svijet duhova. Pokojnika se sahranjuje u drveni sanduk gdje ostaje nekoliko godina, nakon čega će njegovi ostaci biti položeni na podignutoj grobnici ili platformi.